# Aloe greatheadii
Az Aloe greatheadii az egyszikűek (Liliopsida) osztályának spárgavirágúak (Asparagales) rendjébe, ezen belül a fűfafélék (Asphodelaceae) családjába tartozó faj.

## Előfordulása
Az Aloe greatheadii előfordulási területe Afrika déli fele. A következő országokban található meg: Botswana, Dél-afrikai Köztársaság, Malawi, Mozambik, Szváziföld és Zimbabwe. Egy állománya elkülönülve, a Kongói Demokratikus Köztársaságban lelhető fel.

## Változatai
- Aloe greatheadii var. davyana (Schönland) Glen & D.S.Hardy
- Aloe greatheadii var. greatheadii Schönland

## Képek

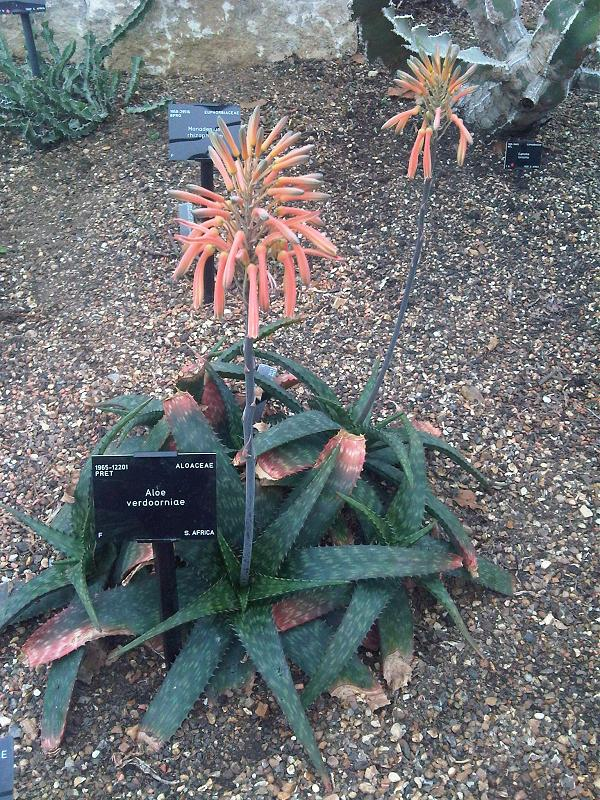
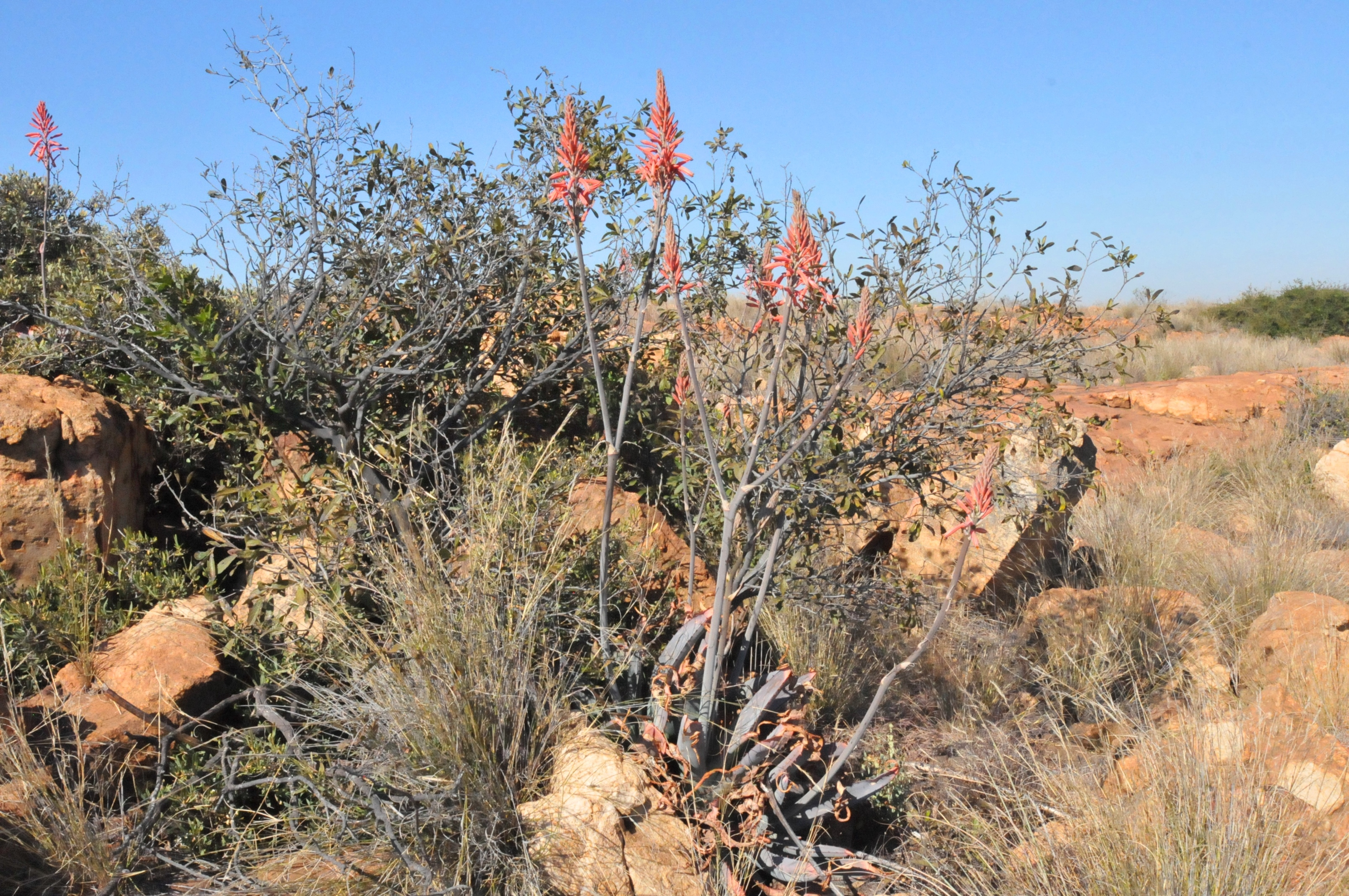
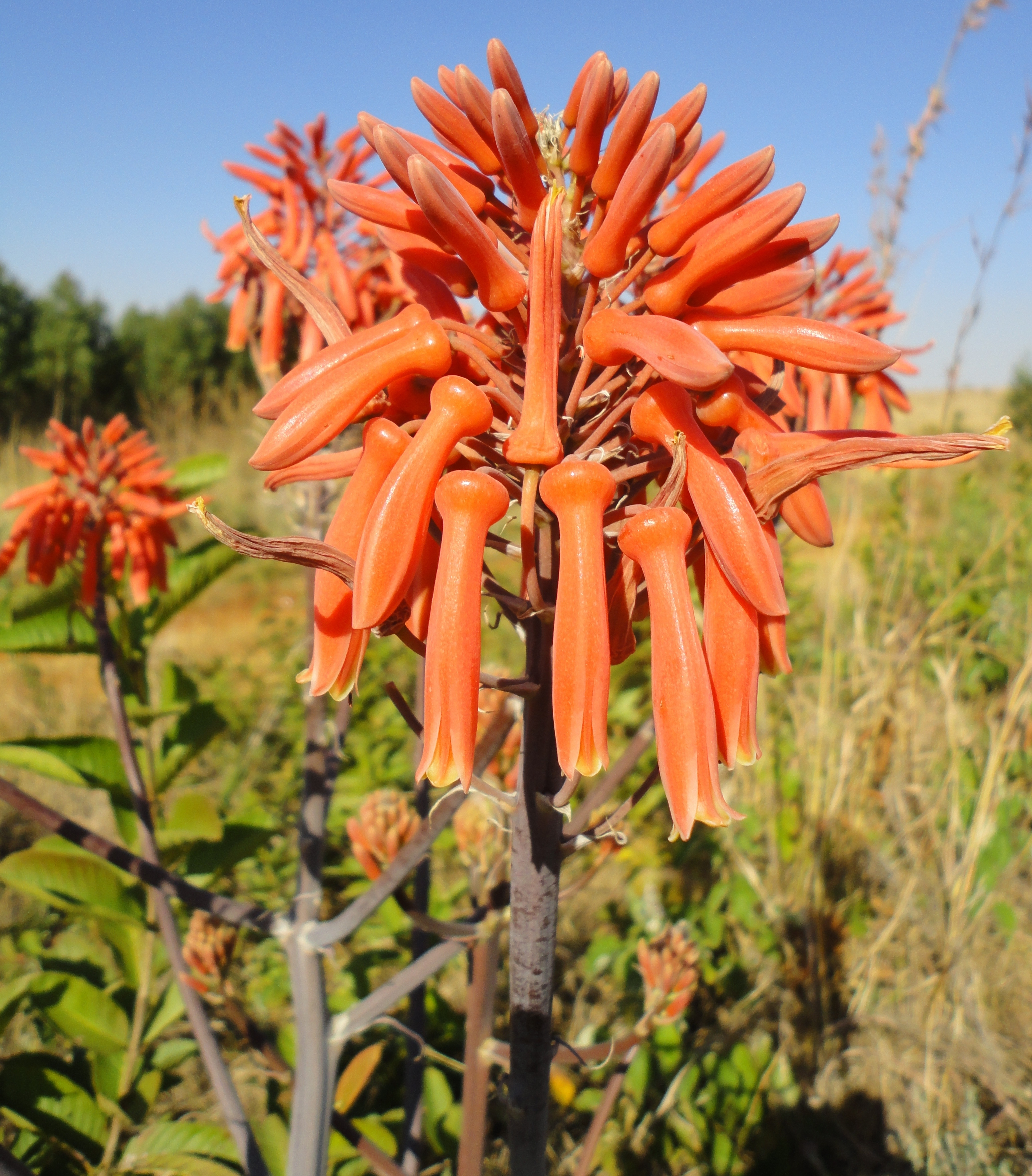

## Megjelenése
Évelő növényfaj, amely magányosan vagy kisebb csoportban nőhet. A szára csak 30 centiméter magas. A tőlevélrózsaszerűen növő levelei 20-40 centiméter hosszúak és 6-12 centiméter szélesek, továbbá szélesen lándzsaalakúak. Szürkészöld színűek, a felső felükön fehéres, sávos mintázattal. A levelek szélein 10-15 milliméterként 4-6 milliméter tövisek ülnek. A növény leve sárga. A növénynek 1-3 darab virágzata lehet. A virágzat 125-175 centiméter magas száron ül. A virága halvány rózsaszín, 25-32 milliméter hosszú és 7-8 milliméter átmérőjű. A termése toktermés.